# John G. Trump

Unterschrift von John G. Trump

John George Trump (* 21. August 1907 in Woodhaven, Queens, New York City; † 21. Februar 1985 in Cambridge, Massachusetts) war ein US-amerikanischer Elektrotechniker und Physiker. Er trug bedeutend zur Verringerung der Nebenwirkungen bei der Strahlentherapie der Krebserkrankung bei.
Einer seiner Neffen ist Donald Trump, der 45. und 47. Präsident der Vereinigten Staaten.

## Leben

### Herkunft und Ausbildung
John Trump wurde 1907 in Queens, New York City, als jüngstes von drei Kindern geboren. Seine Eltern Frederick Trump und Elizabeth Christ Trump waren aus Kallstadt in der Pfalz in die Vereinigten Staaten ausgewandert. Sein Vater fiel 1918 der Spanischen Grippe zum Opfer, hinterließ aber ein Vermögen, zu dem auch einige unbebaute Grundstücke in Queens gehörten.
Seine Mutter und sein älterer Bruder Fred begannen im Rahmen der Firma Elizabeth Christ & Son, einem Vorläufer der Trump Organization, Häuser zu errichten und zu verkaufen. John begann nach dem Schulabschluss ein Architekturstudium und entwarf einige Häuser. Die erhoffte Zusammenarbeit mit seinem Bruder erwies sich jedoch als schwierig, weil Fred als ambitionierter Unternehmer kein Verständnis für Johns eher ästhetische Ziele hatte. Da Fred sich immer wieder durchsetzte, stieg John nach einem Jahr aus und schlug eine andere Laufbahn ein.
1929 erwarb er einen Bachelor in Elektrotechnik am Polytechnic Institute of Brooklyn, 1931 einen Master in Physik an der Columbia University und 1933 einen Doctor of Science in Elektrotechnik am Massachusetts Institute of Technology (MIT).
Er war verheiratet mit Elora Gordon Trump, geb. Sauerbrun, einer ebenfalls deutschstämmigen Kirchenorganistin aus Queens. Mit ihr hatte er drei Kinder.

### Karriere
Nach seiner Promotion 1933 wurde Trump Assistent am MIT, 1936 Assistant Professor und 1952 schließlich Professor. Dort arbeitete er mit Robert Jemison Van de Graaff auf dem neuen Gebiet der Erzeugung und Anwendung elektrischer Höchstspannungen. Seine Hauptinteressen waren die Isolation von Höchstspannungen im Vakuum und in komprimierten Gasen und die biologische Anwendung von Hochspannungs-Strahlung. Das beinhaltete die Krebsbehandlung mit Röntgen- und Elektronenstrahlen, die Haltbarmachung von Lebensmitteln mit Elektronenstrahlen und die Behandlung von Abwasser und Klärschlamm mit Elektronenstrahlen.
1937 baute er den ersten Megavolt-Generator, der am Huntington Memorial Hospital in Pasadena (Kalifornien) in der Krebstherapie eingesetzt wurde. Weil die erzeugte Röntgenstrahlung tiefer in den Körper eindringen konnte als bei bisherigen Geräten, erlaubte der neue Generator die Behandlung tieferliegender Tumoren bei stark verringerter Schädigung angrenzender Gewebe, weil die Strahlungsdosis erheblich reduziert werden konnte. Danach errichtete er zwei noch stärkere Generatoren mit 1,25 und 1,75 MV im Massachusetts General Hospital bzw. in Philadelphia. Letzterer wurde jedoch von der Armee für das Manhattan-Projekt eingezogen.
Im Zweiten Weltkrieg unterbrach er seine Forschungen und arbeitete am MIT Radiation Lab im Bereich Mikrowellen-Radar. Zunächst leitete er dort den Außendienst; später wurde er jedoch in die britische Außenstelle des Radiation Labs versetzt und übernahm 1944 deren Leitung. In dieser Funktion arbeitete er direkt mit dem Militärkommando General Dwight D. Eisenhowers zusammen. Bei der Befreiung von Paris fuhr er mit Eisenhower in die Stadt ein, um dort sogleich eine weitere Außenstelle zu errichten. In diesem Zusammenhang wurde er mit der Presidential Citation und mit der King’s Medal for Service in the Cause of Freedom ausgezeichnet.
Der Elektrotechnik-Pionier Nikola Tesla war 1891 US-Bürger geworden, hatte keine Nachkommen und stand in Kontakt mit seinem Neffen Sava Kosanović, einem linksgerichteten jugoslawischen Politiker. Da Tesla womöglich an für Waffen verwendbaren Konzepten arbeitete, und diese an ausländische Mächte gelangen könnten, zumal mitten im Krieg, ließ das FBI sicherheitshalber den Nachlass beschlagnahmen, über das „Office of Alien Property“, und durch das „Office of Scientific Research and Development“ begutachten. Trump urteilte drei Tage später, es handele sich um spekulative, teils philosophische Arbeiten, die weder neu noch anwendbar seien. Dennoch dauert es bis 1952, bis der Nachlass an Kosanović ausgehändigt und nach Belgrad in ein neues Museum überführt wurde. 
Nachdem das Radiation Lab 1946 aufgelöst wurde, wendete sich Trump wieder der Hochspannungs-Forschung zu und gründete daneben mit Van de Graaff die High Voltage Engineering Company, die Van-de-Graaff-Generatoren entwickelte und produzierte. Am bedeutendsten waren in dieser Zeit seine Beiträge zur Verbesserung der Strahlentherapie, insbesondere im Hinblick auf eine Verringerung der Nebenwirkungen. Für tiefliegende Tumoren entwickelte sein Team am MIT die Methode, den Patienten während der Bestrahlung um 360° um den Sitz des Tumors zu drehen, wobei der Röntgenstrahl auf den Tumor fixiert bleibt, aber das dazwischenliegende gesunde Gewebe nicht mehr an einer Stelle massiv geschädigt wird, sondern die Schädigung sich auf einen viel größeren Bereich verteilt. Daneben begann er ein langfristig angelegtes Forschungsprojekt zur Haltbarmachung von Lebensmitteln mit „Hochspannungs-Strahlung“, d. h. mit hohen Spannungen beschleunigte Ionenstrahlen, sowie Untersuchungen der Wirkung dieser Strahlung auf Bakterien und Viren.
Schon 1940 hatten Trump und Van de Graaff vorgeschlagen, zur Behandlung oberflächlicher Tumoren anstelle der üblichen Röntgenstrahlung Elektronenstrahlung zu verwenden. Während Röntgenstrahlen ihre Wirkung recht gleichmäßig entlang der Linie entfalten, auf der sie den Körper durchdringen, wirken Elektronenstrahlen fast ausschließlich in einem eng begrenzten Bereich. Daher eignen sie sich besonders für die Bestrahlung oberflächlicher Tumoren bei minimaler Schädigung des darunterliegenden Gewebes. Diese Methode wurde erstmals 1951 klinisch getestet und etablierte sich dann schnell als Standard.
1973 wurde Trump emeritiert, setzte seine Forschungen jedoch noch bis 1980 fort. Seine letzten größeren Projekte befassten sich mit der Anwendung von Elektronenstrahlung zur Behandlung von Abwasser. Trump rechnete vor, dass ein 2 MV-Generator von den Kosten her mit der herkömmlichen Methode der Chlorierung vergleichbar sei, und argumentierte, dass die Elektronenstrahlung auch Viren zerstört und giftige Chemikalien in weniger giftige umwandeln könne. Unter seiner Beteiligung wurde eine entsprechende Anlage bei Boston (Deer Island im Boston Harbor) und eine bei Miami gebaut.
John Trump starb nach langer Krankheit am 21. Februar 1985.

## Auszeichnungen
1938 wurde Trump Fellow der American Physical Society. 1950 wurde er in die American Academy of Arts and Sciences und 1977 in die National Academy of Engineering gewählt. Im Jahr 1983 wurde ihm die National Medal of Science verliehen.